# Sypna rholatinum
Sypna rholatinum là một loài bướm đêm trong họ Erebidae.